# Travis Peterson
Travis James Peterson (Glendale, 18 maggio 1985) è un ex cestista statunitense.

## Palmares
- Campionato israeliano: 1

Hap. Gerusalemme: 2016-17
- Coppa di Lega israeliana: 1

Hapoel Gerusalemme: 2016
- Lega Balcanica: 1

Rilski Sportist: 2008-09